# Тютюнник Сергій Петрович
- | Зовнішні зображення | Зовнішні зображення      |
| ------------------- | ------------------------ |
|                     | Тютюнник Сергій Петрович |

Сергій Петрович Тютюнник  (рос. Сергей Петрович Тютюнник)  (нар. 23 квітня 1960 року) в смт Шацьк (Україна) — російський письменник українського походження, який олюднює злочини російської армії в Чечні, журналіст, член Союзу письменників Росії з 1995 року, імперець за своїми переконаннями.

## Біографія
Тютюнник Сергій Петрович народився в 1960 році на Волині (Україна). У 1981 році закінчив факультет журналістики Львівського військово-політичного училища. Працював у військовій пресі. Служив у Латвії, Узбекистані, Туркменістані, Німеччині. Брав участь у бойових діях в Афганістані, в зоні осетино-інгушського конфлікту, в Абхазії, Дагестані, в першій і в другій чеченських військових кампаніях. Зараз полковник С. П. Тютюнник працює у газеті Північно-Кавказького військового округу "Військовий вісник Півдня Росії" (Ростов-на-Дону). У свій час вона називалася "Червоний кавалерист", там починався творчий шлях Ісаака Бабеля. Пізніше в цій газеті друкувалися перші нотатки молодого солдата Юрія Щекочихіна.
Сергій Петрович — член Ростовської обласної організації ТОВ «Російський союз ветеранів Афганістану».

## Творчість
Вперше оповідання Тютюнника надрукував журнал «Зміна» в 1990 році. Пізніше його оповідання і повісті друкували журнали «Сільська молодь» (альманах «Подвиг»), «Воїн Росії», «Дружба народів», «Вогник».
Перша книга вийшла в Воениздате в 1993 році. У 2000 році видавництво «Текст» випустило збірку творів Тютюнника «Уламок Вавилонської вежі», який номінувався на премію Аполлона Григор'єва і увійшов в шорт-лист (короткий список) претендентів.
У 2004 році в московському видавництві "Экспринт" вийшла збірка прози С. П. Тютюнника "Моя Мата Харі" (однойменне оповідання увійшло до збірника).
На початку 2005 року у Франції паризьке видавництво «Прес де ля ренесанс» ("Presses de la Renais sance"), яке спеціалізується здебільшого на виданні книжок на іудео-християнські, а також буддистські релігійні теми, випустило збірку прози і публіцистики Сергія Тютюнника під назвою «Війна і горілка» («Guerre et vodka»). У березні 2005 року в Парижі відбувся 25-й Всесвітній книжковий салон, на якому Росія була головним гостем, до числа сорока російських письменників, які офіційно представляли РФ, увійшов і Сергій Тютюнник. Його книга, і сам автор - чинний офіцер Російської армії викликали специфічний інтерес у французької та європейської публіки.
В кінці 2005 року в московському видавництві «Час» вийшла глибоко шовіністична книга публіцистики Сергія Тютюнника рік назвою «12 куль з чеченської обойми». Восени 2005 року книга увійшла в число 40 найбільш продаваних у Росії книг. Літератор Дмитро Биков відзначав, що письменник «зображує армію не жахливою і наскрізь просякнутою дідівщиною, а по-своєму привабливою». У своїх текстах Тютюнник поєднує романтизацію неоімперських ідей із критикою російської інтелігенції за відсутність патріотизму, що, на його думку, заважає Росії відродити колишню імперську велич.

## Нагороди
- Орден мужності
- Медаль "За відвагу"
- Кавалер багатьох державних нагород

## Твори С. П. Тютюнника
Окремі видання:
- Як ми з дідом вмирали. Москва.: Воениздат, 1993.
- Уламок Вавилонської вежі. Москва.: Текст, 2000.
- Моя Мата Харі. Москва.: Экспринт, 2004.
- 12 куль з чеченської обойми. Москва: Час, 2005.
- Рикошет. Москва.: ЕКСМО, 2008.

Зарубіжні видання: 
- «Guerre et vodka». Paris «Presses de la Renais sance», 2005 (французькою мовою).